# Berkeh Dokān
Berkeh Dokān (persiska: بِركِۀ دوكاء, دِه گون, بِركِه دوكون, بِركِۀ دُكاء, بركه دكان, دوكون, بِركِه دُكَ, برکه دکا, Berkeh-ye Dūkā’) är en ort i Iran.   Den ligger i provinsen Hormozgan, i den södra delen av landet, 900 km söder om huvudstaden Teheran. Berkeh Dokān ligger 41 meter över havet och antalet invånare är 800.
Terrängen runt Berkeh Dokān är varierad. Runt Berkeh Dokān är det glesbefolkat, med 11 invånare per kvadratkilometer. Närmaste större samhälle är Gāvbandī, 12,4 km sydost om Berkeh Dokān. Trakten runt Berkeh Dokān är ofruktbar med lite eller ingen växtlighet.